# والتر براامونته
والتر براامونته (انگلیسی: Walter Bracamonte؛ زادهٔ ۲۲ ژوئیهٔ ۱۹۹۷) بازیکن فوتبال اهل آرژانتین است.